# Monastère de la Dormition-Saint-Alexandre
Le monastère de la Dormition-Saint-Alexandre, ou Saint-Alexandre-de-la-Kouchta (Александро-Куштская Успенская пустынь, Александро-Куштский монастырь), est un monastère masculin de l'Église orthodoxe russe situé en Russie à 46 kilomètres de la ville de Kadnikov (oblast de Vologda), sur la rive droite de la rivière Kouchta. Il a été fondé au XVe siècle.

## Histoire
Le monastère est fondé vers 1420 par le vénérable moine saint Alexandre de la Kouchta dont les reliques sont conservées au monastère. Il a été sous la protection dès le début du prince Dimitri Vassilievitch (considéré comme le père du prince André Dmitrievitch, en religion Joasaph de Kamenni) et de Siméon, seigneurs de la votchina au-delà du lac, autour du lac Koubenskoïe. En 1764, à cause d'une situation financière difficile, le monastère est fermé et devient une simple église paroissiale. Le monastère est restauré dans sa fonction en 1833 comme filiale du monastère Spasso-Kamenni, ce qu'il demeure jusqu'à sa fermeture par les communistes en 1925. Cependant la communauté des fidèles officiellement enregistrée subsiste jusqu'en 1927.
Au début du XXe siècle, il y avait deux églises dans le monastère : une église de bois placée sous le vocable de la Dormition de la Mère de Dieu, construite au Xvie siècle après qu'un incendie eut anéanti les bâtiments monastiques, et une église à étage, le niveau inférieur étant consacré à saint Nicolas et le niveau supérieur à saint Alexandre de la Kouchta. Les reliques du fondateur se trouvent dans l'église inférieure sous le kliros de gauche, tandis qu'un cénotaphe est élevé dans l'église supérieure juste au-dessus. 

## Époque contemporaine
On installe dans l'ancien monastère de 1939 à 2014 un asile psychiatrique sous le nom d'internat psychoneurologique n°1 de Vologda. On conserve le puits qui aurait été creusé, selon la légende, par le fondateur du monastère, saint Alexandre. En 1962, l'église de bois de la Dormition est démontée, restaurée et remontée au monastère Spasso-Priloutsky, en tant que monument remarquable de l'architecture religieuse en bois de la Russie du Nord. En 1968, les icônes antiques de son iconostase entrent à la collection du musée de Vologda, ainsi que ses portes royales et la couverture de la sépulture enchâssée de saint Alexandre. Le clocher est démoli et l'église de pierre Saint-Nicolas devient la blanchisserie et les bains de l'internat psychiatrique.
La vie religieuse de l'ancien monastère commence à être rétablie au début du XXIe siècle. Une association du nom de Communauté archiépiscopale du monastère Saint-Alexandre-de-la-Kouchta est enregistrée le 26 octobre 2017, après que le Saint-Synode a décrété le 6 octobre 2017 la réouverture du monastère Spasso-Kamenni. Son supérieur est le hiéromoine Alexandre (dans le monde Alexeï Alexandrovitch Korabliov), qui vit avec un autre moine diacre au monastère, sous la responsabilité de l'higoumène du monastère Spasso-Kamenni, Denis (dans le monde Dmitri Nikolaïevitch Vozdvijenski). Une première liturgie est célébrée dans l'église Saint-Alexandre pour les six cents ans de la fondation du monastère, le 22 juin 2020. Le monastère est ouvert aux pèlerinages en attendant d'être réhabilité.

## Source de la traduction
- (ru) Cet article est partiellement ou en totalité issu de l’article de Wikipédia en russe intitulé « Александро-Куштская Успенская пустынь » (voir la liste des auteurs).